# Stromateus stellatus

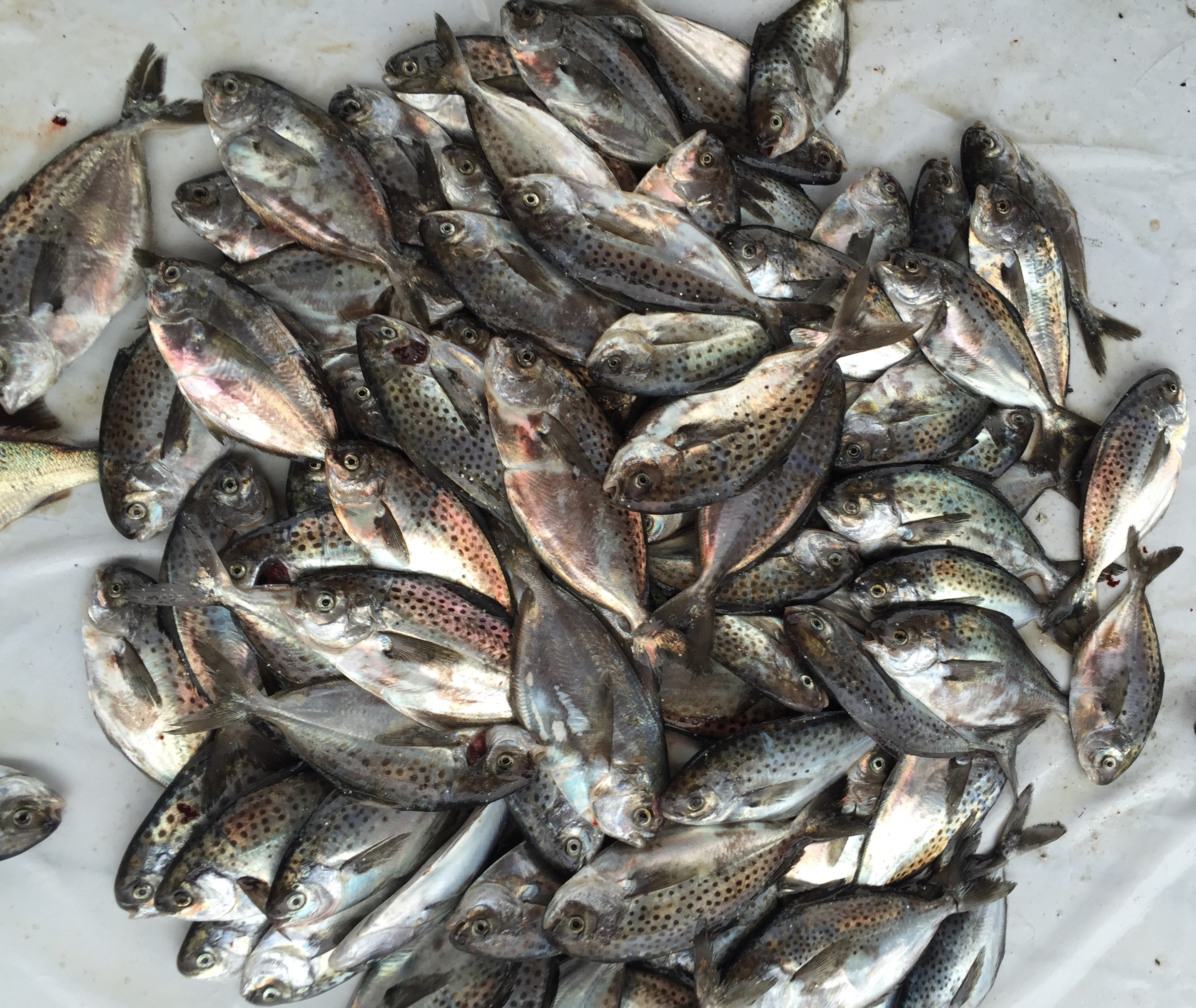
Exemplars de Stromateus stellatus.

Stromateus stellatus és una espècie de peix marí pertanyent a la família dels estromatèids i a l'ordre dels perciformes.

## Descripció
El seu cos fa 25,1 cm de llargària màxima i és de color verd blau al dors, blanc argentat al ventre, amb les vores de les aletes més fosques i amb petites taques de color blau fosc a la part superior. Sense espines a les aletes dorsal i anal. 47-50 radis tous a l'única aleta dorsal, 41-44 a l'anal i 19-21 a les pectorals. Aleta caudal bifurcada. Absència d'aleta adiposa. 42-43 vèrtebres. 1 única línia lateral, la qual és contínua. 18-20 branquiespines.

## Reproducció
És externa i els progenitors no protegeixen ni els ous ni els alevins, els quals són pelàgics. Hom creu que la posta té lloc al novembre i el febrer, mentre que al desembre s'esdevé una reducció de l'activitat reproductora.

## Alimentació
Menja zooplàncton i invertebrats bentònics. El seu nivell tròfic és de 3,98.

## Hàbitat i distribució geogràfica
És un peix marí, bentopelàgic i de clima subtropical (12°S-47°S), el qual viu a les àrees costaneres del Pacífic sud-oriental: des de l'Equador i el Perú fins al centre de Xile (com ara, l'arxipèlag Juan Fernández), incloent-hi el corrent de Humboldt.

## Observacions
És inofensiu per als humans, el seu índex de vulnerabilitat és baix (21 de 100) i no és apte per al consum humà, ja que té toxines a la pell i la musculatura, les quals provoquen hemorràgies intestinals o diarrees (encara que és emprat en l'elaboració de farina de peix).